# 白沢 (瑞獣)

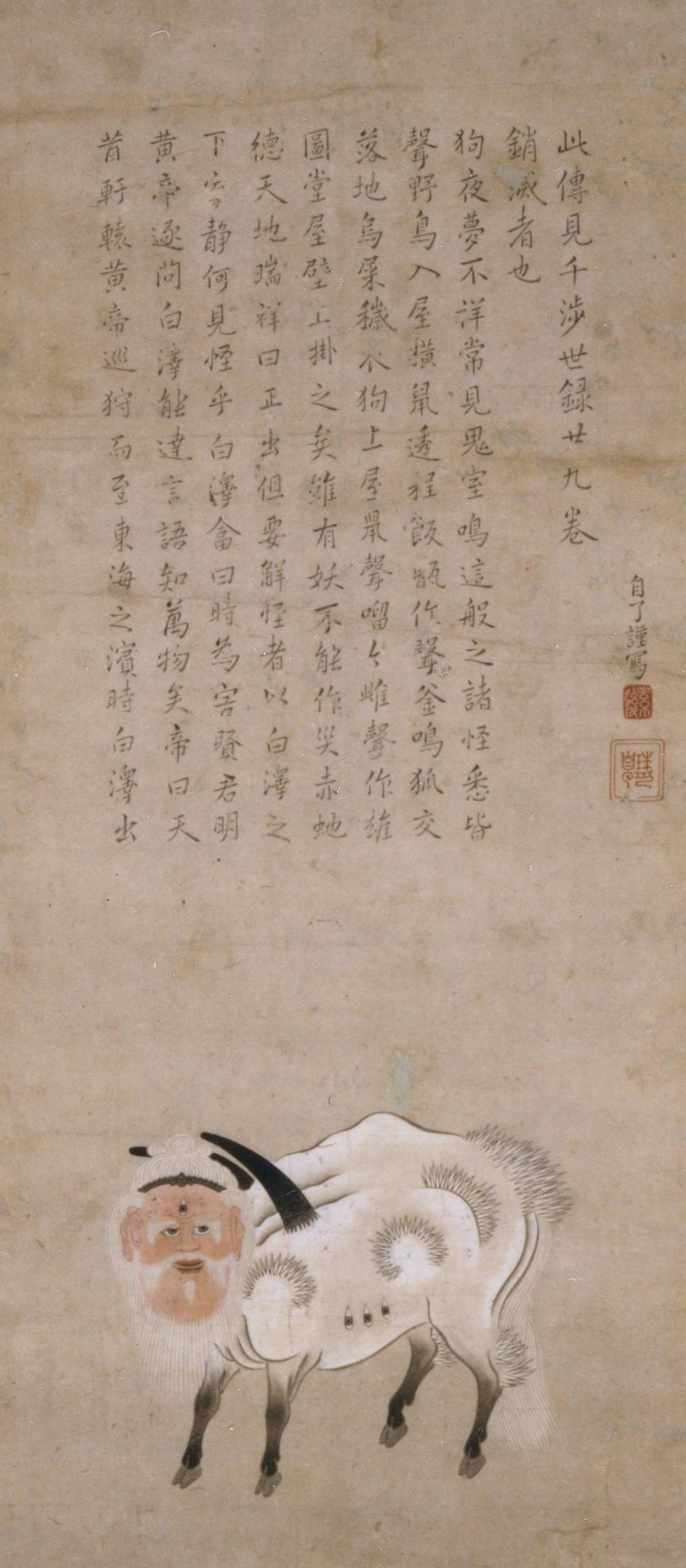
城間清豊の白沢之図

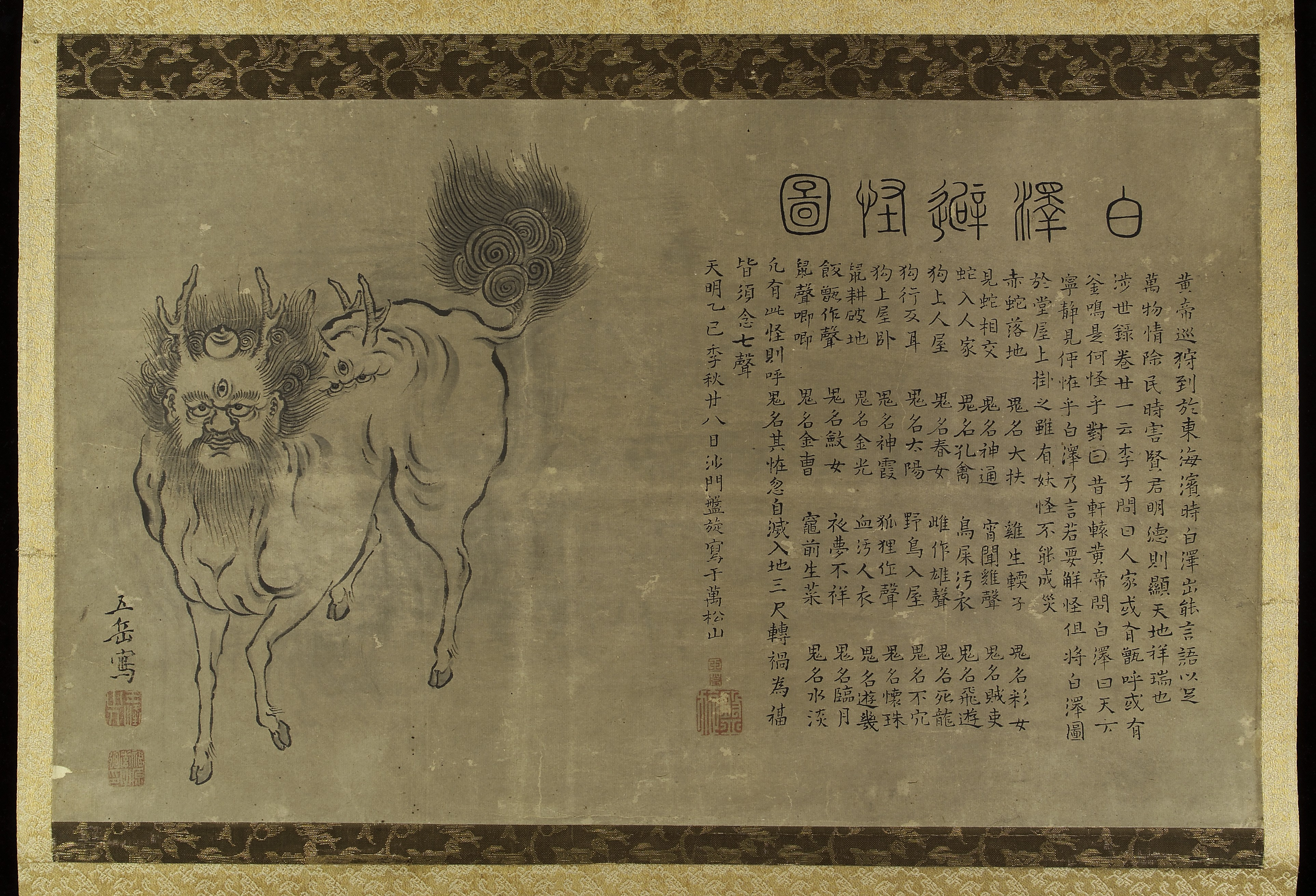
福原五岳『白沢避怪図』1785年

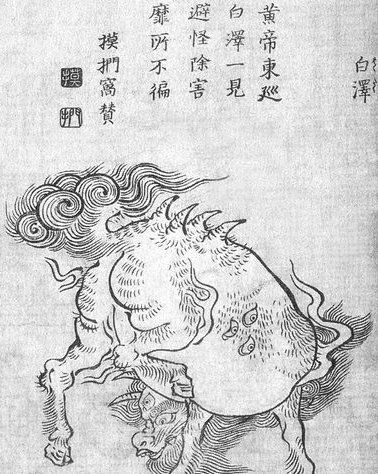
鳥山石燕 『今昔百鬼拾遺』の「白沢」

白沢（はくたく、拼音: Báizé）は、中国に伝わる瑞獣（神獣・聖獣）の一種。人間の言葉を解し万物の知識に精通するとされる。その姿を描いた図画は魔除け（厄除け）として用いられる。現代の日本においては旧字体で「白澤」と表記されることもある。

## 生態
中国明代の百科事典『三才図会』によると、東望山（江蘇省徐州市銅山区）に白沢という獣が住んでいた。白沢は人間の言葉を操り、そのときの為政者が有徳であれば姿をみせたと言う
。そのような生態から、白沢は麒麟や鳳凰などと同類の瑞獣とみなされる。

## 姿
その姿を描いた図画が『三才図会』や日本の『和漢三才図会』にも掲載され描かれているが、その姿は白い獅子とされている。
一方で、鳥山石燕の『今昔百鬼拾遺』に描かれた白沢は、頭には牛のような二本角があり、下顎には山羊のような髭を蓄え、眼が額にもう一つあり、更に胴体の側面に眼が三つあり、もう片方の側面にも三つあるとすれば合計で九つの眼をもっている。
白沢が三眼以上の眼を持つ姿は石燕以降と推測され、それより前には三眼以上の眼は確認できない。たとえば『怪奇鳥獣図巻』（出版は江戸時代だがより古い中国の書物を参考に描かれた可能性が高い）の白沢は眼が二つである。この白沢は、麒麟の体躯を頑丈にしたような姿で描かれている。

## 獅と白沢
『本草綱目』は、獅（ライオン）の別名を「白沢」とする説について言及している（その記述があるのは『説文解字』だとされているが確認できない）。ただし『瑞応図』を元に、獅と白沢は異なると結論づけている。

## 白沢にまつわる文化

### 白沢図
伝説によれば、中国最古の王、黄帝が東海地方を巡行したおりに、恒山に登ったあとに訪れた海辺で白沢に出会った。その時黄帝に1万1520種に及ぶ天下の妖異鬼神の知識について語り世の害を除くため忠言した。黄帝はそれらの知識を部下に書き取らせた。こうしてできた書物を『白沢図』という。ここでいう妖異鬼神とは人に災いをもたらす病魔や天災の象徴であり、『白沢図』にはそれらへの対処法も記述されており、単なる図録ではなく今でいうところの防災マニュアルのようなものである。
伝説の真偽がどうであれ、『白沢図』という書物は古代中国に実際に存在し、捜神記には次の逸話が存在する。
諸葛恪が丹陽太守であったころ、狩りで山間に差し掛かった際に子供のような姿の妖怪が現れ、手を伸ばして引っ張ろうとしてきた。伸びた手を諸葛恪が掴み逆に妖怪をその場から引き離すと、妖怪はすぐに死んでしまった。感嘆した部下が、諸葛恪は神通力を持っているのかと尋ねると、諸葛恪は「このことは『白沢図』に書かれている。『山間に住む精は子供のような姿をしており、人を見ると手を伸ばして引っ張ろうとする。名を「傒嚢(けいのう)」といい、その場所から引き離せばすぐに死んでしまう』と。私はこれを知っていて、諸君はたまたま知らなかったというだけだ」と答えた。
呉の孫権のとき、陸敬叔は建安郡(福建省)の太守をしていたが、あるとき人をやって樟(くすのき)の大木を伐らせた。
ところが、二、三度斧を打ち下ろすと、突然、血が流れ出た。そして木が倒れたとき、人間の顔をして、身体は犬の怪獣が木の中から出てきた。敬叔は、「これは彭侯というのだ。」と言って煮て食べたが、犬のような味がした。『白沢図』に言う。『木の精は名前を彭侯といい、形は黒犬のようだが尾がない。煮て食べることができる。』
しかしながら、北宋代に散逸してしまった。ただし、逸文がいくつか残っており、さらに20世紀初頭、莫高窟から出土した敦煌文献のなかには『白沢図』と関連する図画（白沢精怪図）が見つかっている。それらを参考材料として、現代の学者によって『白沢図』の復元が試みられている。
以上のような『白沢図』とは別に、唐代以降の中国の民俗宗教では、白沢そのものの図画が厄よけ（辟邪絵）になるとして信仰された。日本でも江戸時代には、旅行ガイドブックに描いて道中のお守りとして身につけたり（八隅蘆菴『旅行用心集』など）、病魔よけに枕元においたりした。

### 為政者と白沢
白沢は徳の高い為政者の治世に姿を現すとされることと、病魔よけになると信じられていることから、為政者は身近に白沢に関するものを置いた。中国の皇帝は護衛隊の先頭に「白沢旗」を掲げたといわれる。
また、日光東照宮拝殿の将軍着座の間の杉戸に白沢の絵が描かれている。

## 白沢が出てくる歴史資料

### 日本
- 『大覚禅師語録』3巻:「忌。有遭狐魅者。良久。家無白澤図。妖怪自消除」（魔除けのために『白沢図』が流行していることを言う）
- 『和漢三才図会』：江戸中期の寺島良安が編纂した図入りの百科事典。
- 『今昔百鬼拾遺』：江戸中期の鳥山石燕が描いた妖怪の図録
- 『白沢考』屋代弘賢著、『白沢之図』伝谷文晁模・関克明賛。：江戸後期の白沢研究書と図像。三人は耽奇会を通じて親交があった[17]。

### 中国
- 葛洪『抱朴子』極言：「（黄帝）窮神奸、則記白澤之辞。」
- 瞿曇悉達『開元占経（中国語版、英語版）』巻一一六：「『瑞応図』曰：黄帝巡於東海、白澤出、達知万之情、以戒於民、為除災害。」[3]
- 杜佑『通典』巻第一百七・礼六十七・大駕鹵簿：「次清遊隊、白澤旗二（分左右、各一人執、二人引、二人夾也）」「左右領軍白沢文」（白沢旗や白沢の模様が天子の軍に使われることを言う）
- 張君房（中国語版）『雲笈七籤』巻一百引王瓘『軒轅本紀』:「帝巡狩、東至海、登桓山、於海浜得白澤神獣、能言、達於万物之情。因問天下神鬼之事。自古精気為物・游魂為変者、凡万一千五百二十種、白澤言之、帝令以図写之、以示天下。」[2][9]
- 『新唐書』巻三十四 志第二十四 五行一:「韋后妹嘗為豹頭枕以辟邪、白澤枕以辟魅、伏熊枕以宜男、亦服妖也」(韋皇后の妹の韋七姨（後に嗣虢王李邕（中国語版）妻）が魔除けのため白沢の枕を使用したことをいう。もとは唐の張鷟『朝夜僉載』に見える話[18])
- 『白沢図』『白沢図考』（いずれも逸書であり現存しない。『玉函山房輯佚書』に諸書の引用する『白沢図』の逸文を集めてある[13]）
- 清の劉璋の『斬鬼伝』：鍾馗の乗り物として[19]。

## 現代における受容
白沢は、20世紀末以降のポピュラーカルチャー・サブカルチャーにもしばしば登場する。その例として、江口夏実による日本の漫画作品『鬼灯の冷徹』に登場する青年姿の「白澤」がいる。2017年には、同作の影響で、上述の『白沢図』を主題にした学術書が異例の売上をみせるという現象が起きた。